# Caso Kenneth Arnold
O Caso Kenneth Arnold foi um incidente em que o piloto Kenneth Arnold teria avistado, no dia 24 de junho de 1947, nove objetos voadores não identificados sobre o Monte Rainier, no estado americano de Washington. O episódio é considerado como a primeira vez em que o termo “disco voador” foi usado.

Desenho feito por Kenneth Arnold com base em um dos OVNIs que avistou em 24 de junho de 1947.

## O avistamento
Em 24 de junho de 1947, Arnold pilotava um CallAir A-2 de Chehalis para Yakima, cidades localizadas no estado americano de Washington. Voava a negócios, e fez um pequeno desvio após saber de uma recompensa de 5 000 dólares oferecida pelos Corpo de Fuzileiros Navais dos EUA para quem encontrasse um avião de transporte C-46 que caíra próximo ao Monte Rainier. O céu estava completamente limpo e com pouco vento.
Alguns minutos antes das 15h, a aproximadamente 9 200 pés (2 800 m) de altitude, perto de Mineral, Washington, Arnold desistiu da busca e começava a rumar para leste em direção a Yakima quando viu um clarão semelhante à luz do sol refletindo em um espelho. Receoso de estar perigosamente próximo de outra aeronave, vasculhou o céu ao seu redor, mas tudo o que viu foi um DC-4 à sua esquerda e atrás de si, a aproximadamente 15 milhas (24 km) de distância.
Aproximadamente 30 segundos após ter visto o primeiro clarão, Arnold viu uma série de luzes brilhantes à distância, à sua esquerda, ao norte do Monte Rainier, que estava a 20 ou 25 milhas (40 km) dali. Pensou que poderiam ser reflexos nas janelas de seu avião, mas alguns testes (balançar o aparelho para os lados, remover seus óculos e depois baixar o vidro de sua janela) descartaram essa possibilidade. Os reflexos vinham de objetos voadores.

### O relato de Kenneth Arnold
Arnold supôs tratarem-se de aviões a jato e começou a procurar intencionalmente por uma cauda e ficou surpreso por não encontrar nenhuma. Num texto autobiográfico, escreveu:
"Observei estes objetos com grande interesse por nunca antes ter visto aviões a voar tão perto dos cumes duma montanha, voando diretamente de Sul para Sudeste pela ondulação da linha de cume duma cadeia de montanhas. Calculei que a sua altitude poderia ter variado 1 000 pés para cima ou para baixo, mas estavam quase na minha linha de horizonte, o que indicava que a sua altitude era aproximadamente a minha.
Voavam, como eu muitas vezes observei gansos a voar, numa espécie de correnteza em linha diagonal, como se estivessem ligados uns aos outros. Pareciam manter um rumo definitivo mas davam guinadas por entre os altos cumes da montanha. A sua velocidade na altura não me impressionou particularmente, porque sabia que o nosso Exército e a nossa Força Aérea tinham aviões de grandes velocidades.
O que me continuava a incomodar, ao mesmo tempo que os observava contra o Sol, era o fato de não conseguir distinguir a cauda de nenhum deles, tenho a certeza que a qualquer piloto justificaria mais uma segunda olhadela a tal avião.
Observei-os bastante bem, e calculo que a minha distância deles, que era quase em ângulo reto, fosse entre 20 e 25 milhas. Sabia que deviam ser muito grandes para poder distinguir as suas formas a esta distância, mesmo num dia tão límpido como aquela terça-feira. (...)
Quanto mais observava estes objetos, mais preocupado ficava, visto estar acostumado e familiarizado com a maior parte dos objetos que voam perto do solo ou a altitudes mais elevadas. Observei a correnteza destes objetos a passar outro cume, alto e coberto de neve, entre o Monte Rainier e o Monte Adams, e ao mesmo tempo que o primeiro passava pelo cume do lado sul desta serra o último objeto passava pelo cume do lado norte da serra.
Como estava a voar em direção a esta mesma serra, medi-a e descobri que tinha aproximadamente 5 milhas de comprimento, por isso podia supôr com segurança que a correnteza destes objetos, com forma de pires tinha pelo menos 5 milhas de comprimento. Podia determinar com bastante exatidão o seu percurso, devido ao fato de estarem ladeados por cumes altos pela frente e cumes ainda mais altos por trás.
Ao mesmo tempo que a última unidade desta formação passou o cume alto e coberto de neve mais ao Sul do Monte Adams, olhei para o ponteiro dos minutos o qual indicava que eles tinham atravessado essa distância em 1min42s. Mesmo nessa altura esta cronometragem não me preocupou, pois estava confiante em que depois de aterrar haveria de ter alguma explicação para o que tinha visto.
Vários jornalistas e peritos sugeriram que eu talvez tivesse estado a ver reflexos ou mesmo miragens. Isto sei eu que é absolutamente falso, pois observei estes objetos, não só através do vidro do meu avião como virei o meu avião de lado onde podia abrir o vidro e observá-los sem qualquer obstrução (sem óculos escuros). (...)
Daria tudo nesse dia ter tido uma máquina de filmar, com uma lente telefoto, e de hoje em diante nunca andarei sem ela, mas, para continuar com a minha história, quando aterrei no Aeroporto de Yakima, Washington, descrevi o que tinha visto ao meu bom amigo, Al Baxter, que me ouviu pacientemente, foi muito cortês, mas duma maneira brincalhona não me acreditou.
Não medi exatamente a distância entre as duas montanhas senão quando aterrei em Pendleton, Oregon, nesse mesmo dia, onde contei a numerosos amigos meus, que são pilotos, o que tinha observado e eles não fizeram pouco de mim, nem se riram, mas sugeriram que podiam ter sido mísseis guiados ou alguma coisa nova."

## Os cálculos de Kenneth Arnold
Arnold afirmou que os objetos se moveram do Monte Rainier até o Monte Adams, onde desapareceram de vista, a uma distância de aproximadamente 50 milhas (80 km) em aproximadamente 1min42s, conforme o relógio no painel de instrumentos. Segundo seus cálculos com base nessa estimativa, a velocidade ultrapassaria as 1 700 milhas por hora (2 700 km/h).

De acordo com o ufólogo J. Allen Hynek:
“Arnold desenhou os objetos com forma definida e declarou que os objetos pareciam vinte vezes mais compridos do que largos, calculando-os com 45-50 pés de comprimento. Também calculou a distância de 20-25 milhas e cronometrou-os como deslocando-se a 46 milhas em 102s (1 700mph). Se a distância fosse correta, para que os pormenores pudessem ser vistos, os objetos deveriam ter um tamanho de 100 x 2 000 pés. Se adotarmos um tamanho razoável, o próprio cálculo de Arnold de 50 pés de comprimento, aproximadamente 3 pés de largura, os objetos deveriam estar mais perto do que a uma milha, obviamente contrário ao seu relatório. Se adotarmos um tamanho limite razoável dos objetos de 20 x 400 pés, os objetos deveriam estar mais perto do que a 6 milhas para poderem deixar ver os pormenores indicados por Arnold. A esta distância, a velocidade angular observada corresponde à velocidade máxima de 400 mph. Assim, com toda a probabilidade, os objetos estavam muito mais perto do que se pensava e deslocavam-se definitivamente a velocidade sub-sônica.”

## A divulgação do avistamento
Arnold aterrissou em Yakima aproximadamente às 16h e rapidamente contou sua história impressionante ao amigo e gerente geral do aeroporto Al Baxter, que não acreditou nele. Não demorou muito para que todo o pessoal do aeroporto soubesse do relato de Arnold, que discutiu sua história com o pessoal.
Arnold voou para uma exibição aérea em Pendleton, Oregon, sem saber que alguém em Yakima já telefonara para dizer que Arnold avistara alguma aeronave nova e estranha. Arnold não foi entrevistado por repórteres até o dia seguinte (25 de junho), quando foi até o escritório da East Oregonian em Pendleton.

## Publicidade e origens do termo “disco voador”
O relato de Arnold foi apresentado pela primeira vez em edições de fim de dia de alguns jornais em 25 de junho, aparecendo depois disso em diversos jornais dos EUA e do Canadá (e em alguns jornais no exterior), em 26 de junho e depois dessa data, frequentemente na primeira página. Os primeiros repórteres a entrevistarem Arnold foram Nolan Skiff e William C. Bequette do East Oregonian em Pendleton, Oregon, em 25 de junho, sendo que a primeira história sobre o avistamento de Arnold, escrita por Bequette, foi publicada no jornal no mesmo dia.
A partir de 27 de junho, os jornais começaram a usar termos como “prato voador” e “disco voador” para descrever os objetos avistados. Assim, o relato de Arnold recebeu o crédito por ter dado origem a esses termos. A origem real dos termos é algo controversa e complicada. O corpo das primeiras histórias noticiadas de Arnold não menciona o termo “prato voador” ou “disco voador”. Entretanto, histórias anteriores de fato registram que Arnold usou os termos “prato”, “disco” e “forma de torta” para descrever o formato.
Anos mais tarde, Arnold alegou ter dito a Bequette que “eles voavam erráticos, como um prato atirado pela superfície da água”. Arnold acreditava ter sido mal interpretado, já que sua descrição se referia ao movimento do objeto e não ao seu formato. Assim, Bequette frequentemente recebe os créditos por ter usado pela primeira vez o termo “disco voador”, supostamente numa interpretação equivocada do que disse Arnold, mas o termo não aparece nos primeiros artigos de Bequette. Na verdade, seu primeiro artigo de 25 de junho diz somente “Ele disse ter avistado nove aeronaves que pareciam pires voando em formação...” Somente em 28 de junho Bequette usaria pela primeira vez o termo “disco voador” (mas não “prato voador”).

## Vários relatos de óvnis após o avistamento de Arnold
Nas semanas que se seguiram após a história de Arnold, em junho de 1947, pelo menos várias centenas de informes de avistamentos choveram de várias partes dos EUA e do mundo, a maioria deles descrevendo objetos em forma de disco. O avistamento por uma tripulação da United Airlines de outros nove objetos em formato de disco sobre Idaho, em 4 de julho, provavelmente recebeu mais cobertura jornalística que o avistamento original de Arnold e abriu as portas para a cobertura da mídia nos dias subsequentes.
Os militares dos EUA negaram ter qualquer aeronave na área do Monte Rainier no momento do avistamento. Da mesma forma, em 6 de julho, surgiram especulações nos jornais de que os objetos seriam “asas voadoras” ou “panquecas voadoras”, aeronaves experimentais em forma de disco em desenvolvimento pelos militares dos EUA naquela época. Os militares repetiram que nenhuma aeronave poderia ser associada aos avistamentos, o que é respaldado por registros históricos.
O mais famoso evento de OVNI durante esse período foi o Caso Roswell, uma história surgida em 8 de julho de 1947. Para acalmar a crescente preocupação do público, esses e outros casos foram desmentidos pelos militares nos dias seguintes como sendo avistamentos de balões meteorológicos.

## Explicações céticas
Steuart Campbell argumentou que os objetos relatados por Arnold poderiam ser miragens provocadas pelos diversos picos nevados da cordilheira Cascade. Os cálculos de velocidade feitos por Campbell determinaram que os objetos viajavam, mais ou menos à mesma velocidade que o o avião de Arnold, indicando que os objetos estavam de fato, estacionários. As miragens poderiam ser causadas por inversões de temperatura nos diversos vales profundos no horizonte.
Philip J. Klass, citado em um artigo de autoria de Keay Davidson, do San Francisco Examiner, argumentou que Arnold poderia ter se equivocado com meteoros em 24 de junho de 1947.
Em 2000 James Easton sugeriu que Arnold talvez tivesse se confundido com pelicanos: os pássaros vivem na região de Washington, são bem grandes (aberturas de asas de mais de 3m não são incomuns), praticamente não têm cauda, apresentam um ventre claro que pode refletir a luz, podem voar a altitudes razoavelmente grandes e podem aparentar um perfil em forma de crescente durante o voo.